# 885 (szám)
A 885 (római számmal: DCCCLXXXV) egy természetes szám, szfenikus szám, a 3, az 5 és az 59 szorzata.

## A szám a matematikában
A tízes számrendszerbeli 885-ös a kettes számrendszerben 1101110101, a nyolcas számrendszerben 1565, a tizenhatos számrendszerben 375 alakban írható fel.
A 885 páratlan szám, összetett szám, azon belül szfenikus szám, kanonikus alakban a 31 · 51 · 591 szorzattal, normálalakban a 8,85 · 102 szorzattal írható fel. Nyolc osztója van a természetes számok halmazán, ezek növekvő sorrendben: 1, 3, 5, 15, 59, 177, 295 és 885.
A 885 négyzete 783 225, köbe 693 154 125, négyzetgyöke 29,74895, köbgyöke 9,60095, reciproka 0,0011299. A 885 egység sugarú kör kerülete 5560,61900 egység, területe 2 460 573,906 területegység; a 885 egység sugarú gömb térfogata 2 903 477 209,2 térfogategység.